# جوسی گرین
جوسی گرین (انگلیسی: Josie Green؛ زادهٔ ۲۵ آوریل ۱۹۹۳) بازیکن فوتبال اهل بریتانیا است.
وی همچنین در تیم‌های ملی فوتبال Wales women's national under-19 football team و زنان ولز بازی کرده‌است.